# Бонни и Клайд (фильм)
«Бонни и Клайд» (англ. Bonnie and Clyde) (1967) — американская криминальная драма режиссёра Артура Пенна. С неё зачастую начинают отсчёт современного этапа в истории американской кинопромышленности, получившего известность как Новый Голливуд («американская новая волна»). Сюжет рассказывает об истории Бонни и Клайда — известных американских грабителей, действовавших во главе банды во времена Великой депрессии. На сценарий фильма, как и в целом на его художественные особенности, оказали влияние идеи французской новой волны. Соавторы сценария Роберт Бентон и Дэвид Ньюман были восхищены работами лидеров этого направления — Франсуа Трюффо и Жана-Люка Годара. Однако несмотря на предложение о сотрудничестве эти режиссёры по различным причинам отказались от проекта. В 1965 году в Париже в разговоре с актёром Уорреном Битти Трюффо заметил ему, что получил интересный сценарий о знаменитых бандитах, а также посоветовал ему обсудить будущий фильм с авторами сценария. Ньюмен и Бентон долгое время не могли найти кинематографистов, которые согласились бы поставить фильм, пока в это дело не вмешался Битти, решившийся приобрести на него права и стать продюсером. Долго искали режиссёра, и выбор в конце концов пал на Артура Пенна, который после некоторых сомнений согласился. Дорабатывать сценарий был привлечён Роберт Таун, что вызвало возражения со стороны Бентона и Ньюмана.
Заглавные роли исполнили Фэй Данауэй и Уоррен Битти, продюсер фильма. Премьера состоялась 4 августа 1967 года на Международном кинофестивале в Монреале. Он был враждебно встречен представителями традиционной критики, но восторженно их оппонентами. Важную роль в кампании по «реабилитации» фильма сыграла американский критик и журналистка Полин Кэйл, сумевшая убедить в своей правоте некоторых коллег. Первоначально фильм вышел в ограниченный прокат в США, так как руководство Warner Brothers не было уверено в его коммерческих перспективах. Однако под влиянием положительной критики и под нажимом Битти «Бонни и Клайд» был выпущен в широкий прокат став крупным кассовым успехом компании. Большие кассовые сборы продемонстрировали богатые возможности кинематографа, ориентированного на молодёжную аудиторию, сделав его привлекательным и для руководства крупных студий. Успех картины способствовал тому, что другие кинематографисты стали более смелыми в показе чувственных сцен и насилия в своих фильмах. Несмотря на то, что действие происходит во времена Великой депрессии, фильм оказался очень актуальным, особенно для молодёжи, и в частности для хиппи. Образы героев оказались созвучны настроениям и общественным проблемам 1960-х годов.

## Сюжет
В начале фильма демонстрируются фотографии времён Великой депрессии, сопровождающиеся звуком переключающегося проектора, и рассказывается предыстория бандитской парочки:
"Бонни Паркер, родилась в Ровене, штат Техас, в 1910 году, впоследствии переехала в Западный Даллас. В 1931 году работала в кафе, прежде чем начать преступную жизнь."
"Клайд Бэрроу, родился в семье фермера. В юности стал мелким воришкой и ограбил заправку. В 1931 году, отсидев два года за вооружённое ограбление, был выпущен на свободу за хорошее поведение."
1930-е гг. Действие происходит в штатах Техас, Миссури и Луизиана. Официантка Бонни знакомится с недавно освободившимся преступником Клайдом, когда тот пытался угнать машину её матери. Парень рассказывает девушке, что отрубил топором два пальца на ноге для того, чтобы не работать в тюрьме. На её глазах он грабит магазин и угоняет автомобиль. Бонни надоела её беспросветная жизнь в захолустье, а Клайд производит на неё впечатление рассказами о лёгкой наживе и комплиментами о красоте. Молодой человек легко догадывается о биографии Бонни. Перекусив в закусочной, они меняют машину и останавливаются в заброшенном доме. Клайд обучает Бонни стрельбе. Их застаёт семья фермера Отса Гарриса, жилище которых забрал банк, Клайд даёт мужчине и его работнику-негру пострелять по вывеске и окнам. Представляясь, Клайд произносит "Мы грабим банки".
Молодые люди сближаются и организовывают банду, промышляя грабежом и разбоем. Клайд пытается ограбить банк, но выясняется, что тот прогорел три недели назад. Банкир говорит об этом Бонни, её это веселит, а Клайд перед отъездом расстреливает витрину. В магазине Клайд чудом избегает тесака мясника и вырубает того в висок. К «банде Бэрроу» присоединяется сотрудник автозаправки Кларенс Мосс, знающий толк в автомобилях и год отсидевший в колонии. В доказательство парень крадёт деньги из кассы. Попавший в больницу мясник не опознаёт бандита ни на одной из фотографий. Во время следующего ограбления банка припарковавшийся Мосс мешкает, вследствие чего Клайду приходится застрелить в голову управляющего банком, запрыгнувшего на подножку автомобиля. Клайд отчитывает незадачливого напарника на киносеансе. Клайд предлагает Бонни покинуть банду, но получает отказ. Девушке нравится перспектива того, что у них "не будет ни секунды покоя". Девушка на практике узнаёт, что Клайд — неважный любовник.
Троица посещает дом Бака, старшего брата Клайда, также отсидевшего в тюрьме, и знакомится с его женой Бланш, они делают несколько снимков, в том числе Бонни в берете с сигаретой и револьвером в руке, опирающейся о машину. Супруги спонтанно присоединяются к банде, они приезжают в одинокий дом в Миссури. Бак заказывают еду, которую оплачивает Бонни. Молодой доставщик вызывает полицию, но банда вовремя замечает их и скрывается. Бланш срывается в истерику, убивший служителя закона Бак понимает, что у него нет дороги назад. Бонни требует любовника избавиться от супругов, но быстро извиняется.
По пути между Уайт-Сити, Нью-Мексико, и Чикаго, Иллинойс. Бак читает о банде в газете, в которой пока не идентифицирован только Мосс, обвиняются в убийстве трёх полицейских и ограблении магазина в Миссури, ограблении банка в Уайт-Сити, нефтяного завода и двух магазинов в Техасе и национального банка в Индиане, при этом банде приписываются преступления других бандитов. Полицейскому Говарду Андерсону почти удалось арестовать банду, но те убедили его, что являются патрульными полицейскими и стенографисткой. Клайду удаётся застать врасплох Фрэнка Хеймера, техасского рейнджера, группу которого власти штата снарядили для поимки банды, подбиравшегося к машине. Бонни и Клайд решают сфотографироваться служителя закона, молчащий Хеймер плюёт в лицо поцеловавшей его преступницы, за что сажается в лодку и оказывается брошен на середине реки.
Во время ограбления очередного банка завязывается погоня. Параллельно один из полицейских-заложников, которого чуть не пристрелил Клайд, гордо позирует перед камерой, а говорит, что с ним поступили по-человечески. Одна из машин переворачивается, вторая решает не гнаться за преступниками в Оклахоме. Бонни убивает полицейского, пытавшегося проверить документы. Преступники делят награбленное, выручка не слишком велика по причине экономического кризиса. Бонни недовольна, что часть достаётся Бланш, на что Клайд, отведя её в сторону, говорит, что она — часть семьи. Бандиты крадут машину молодого человека Юджина Гриззарда, тот вместе с девушкой Велмой Дэвис бросается в погоню. Банда захватывает их, когда те решают доложить обо всём полиции, и корчат заложникам рожи на стекле. Они быстро находят общий язык с парой. Юджин удивляется, узнав, что Велме 33 года. Узнав, что мужчина занимается ритуальными услугами, Бонни говорит Клайду избавиться от пары.
Ночью Бонни, соскучившаяся по дому, уходит. Нагнав беглянку, Клайд обещает девушке навестить её пожилую мать. Миссис Паркер волнуется за дочь, но говорит, что постоянное бегство от полиции лучше проживания недалеко от неё, и прощается с парой.
Банда, остановившись в мотеле в Айове, отправляет Бланш и Мосса, сделавшего татуировку с женщиной на груди с надписью "Любовь", в магазин. Клайд успокаивает загрустившую Бонни. Бланш, дочь баптистского священника, говорит напарнику, что не может вернуться к отцу, считавшего, что его зять искупил свои грехи тюремным заключением. В магазине один из посетителей узнаёт преступников и звонит шерифу. Под покровом ночи в мотель наведываются полицейские, завязывается перестрелка.
После нескольких успешных дел сообщники становятся всё увереннее в себе и всё беспощаднее со своими жертвами. Бак, прикрывающийся матрацем, получает ранение в голову, банда забирает его. Бланш получает ранение в глаз в машине. Мосс крадёт второй автомобиль. Утром стоянку банды окружают рейнджеры, машина напарывается на бревно. Расстрелянный второй автомобиль загорается. Служители закона наблюдают, как Бак умирает у них на глазах, и захватывают Бланш. Оставшейся троице удаётся скрыться, но Бонни получает ранение в плечо. Клайд крадёт машину с фермы. Добравшись до лагеря у дороги, Мосс просит воды у переселенцев. Несмотря на то, что они узнали преступников, им в дорогу дают большую банку супа.
Мосс привозит напарников домой к своему отцу Айвену. Хеймер, фотография с которым разошлась по округе, приходит в участок допросить Бланш. Клайд с гневом слышит, что в газетах пишут о том, что он бросил раненого брата. Кажущийся дружелюбным, мистер Мосс выражает недовольство сыном наедине. Хеймен посещает Бланш, верхняя часть головы которой замотана бинтами. Сыграв на чувствах женщины по отношении к покойному мужу, которого привёл к такому исходу брат, узнаёт от неё имя Мосса. Бонни читает Клайду написанное ей стихотворение о банде, которое отправляет в полицию, его читает Хеймер. Полиция догадывается, где скрываются беглецы. Айвен, встретившись с Фрэнком в кафе, соглашается на сотрудничество при условии, что его сын не будет арестован. Бонни хвалит наконец переспавшего с ней Клайда, который предлагает ей женитьбу. На вопрос, что бы он сделал, если бы им удалось выбраться и начать всё заново, Клайд отвечает, что не жил бы в штатах, где они совершили ограбление. Айвен предупреждает сына не садиться в машину на обратном пути из города, Кларенс говорит, что никто никогда не сможет поймать Бонни и Клайда.
Мосс намеренно задерживается в магазине, Бонни идёт за ним. К машине подъезжают полицейские, один из них машет Клайду. Тот забирает девушку, за этим из окна наблюдает улыбающийся Кларенс. Клайд останавливает машину и выходит, собираясь помочь «голосующему» на обочине дороги Айвену. Преступники отвлекаются на вылетевших из кустов птиц, мужчина ныряет под машину. Парочка слишком поздно понимает о засаде и успевает лишь перекинуться взглядами, после чего попадает под град пуль притаившихся в зарослях рейнджеров. Полицейские молча осматривают трупы и изрешечённый автомобиль, Хеймер вздыхает.

## Над фильмом работали
Актёрский состав:
| Актёр             | Роль                                        |
| ----------------- | ------------------------------------------- |
| Фэй Данауэй       | Бонни Паркер, член "Банды Бэрроу"           |
| Уоррен Битти      | Клайд Бэрроу, главарь банды, любовник Бонни |
| Джин Хэкмен       | Бак Бэрроу, старший брат Клайда, член банды |
| Майкл Дж. Поллард | Кларенс У. Мосс, член банды                 |
| Эстель Парсонс    | Бланш Бэрроу, невестка Бака, член банды     |
| Даб Тэйлор        | Айвен Мосс, отец Кларенса                   |
| Джин Уайлдер      | Юджин Гриззард                              |
| Эванс Эванс       | Велма Дэвис, девушка Юджина                 |
| Денвер Пайл       | Фрэнк Огастес Хеймер, техасский рейнджер    |

Съёмочная группа:
- режиссёр: Артур Пенн
- сценарий: Дэвид Ньюман, Роберт Бентон
- оператор: Бёрнетт Гаффи
- монтаж: Диди Аллен
- композитор: Чарльз Страус

## Создание

### Работа над сценарием

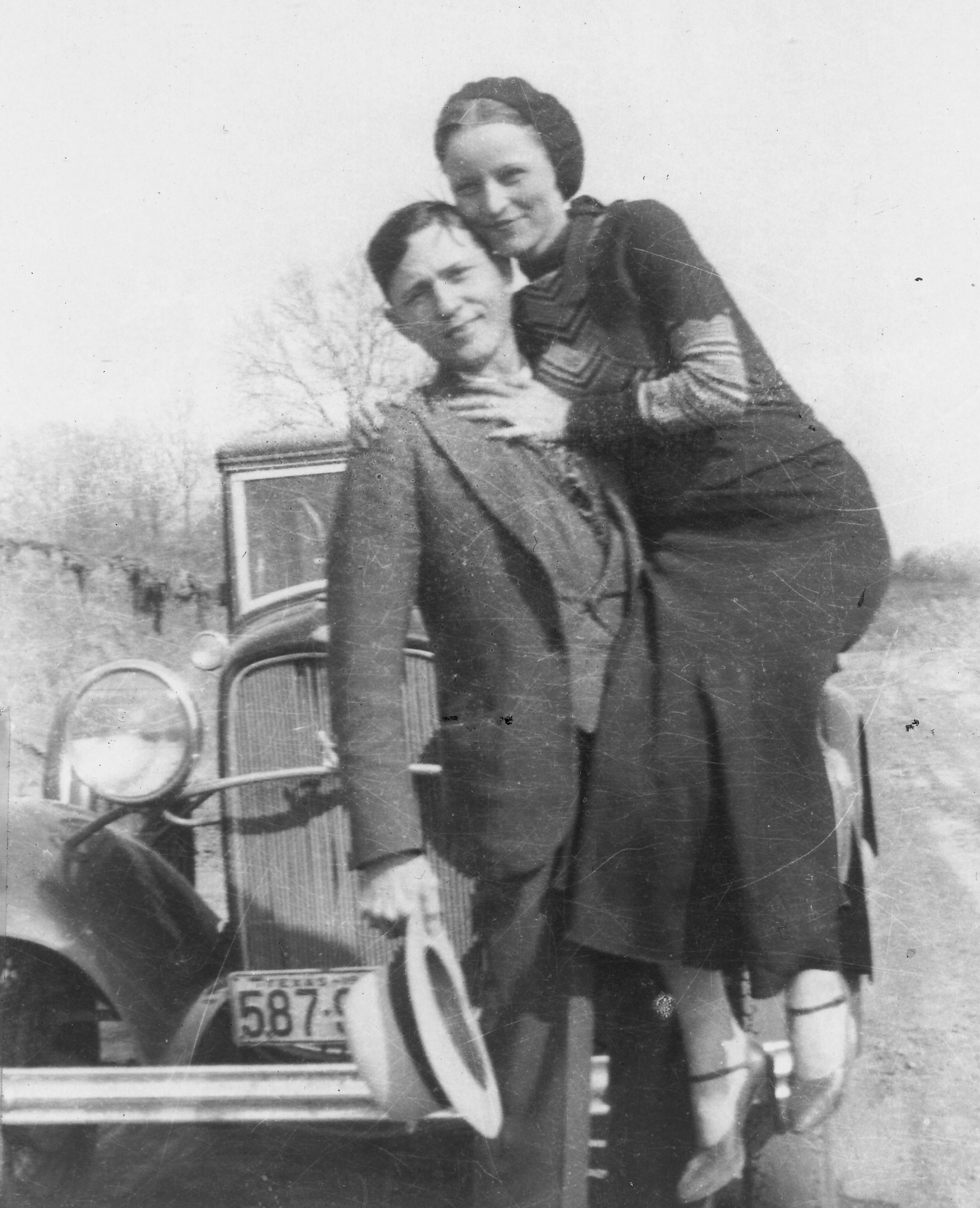
Реальные Бонни и Клайд

На сценарий фильма, как и в целом на его художественные особенности, оказали влияние идеи французской новой волны, популярные среди некоторых американских кинематографистов в 1960-е годы. В конце 1963 года Франсуа Трюффо, один из ведущих представителей этого направления, получил предложение от независимого продюсера Льюиса Аллена, владеющего правами на сценарий основанный на истории Бонни и Клайда. На тот момент работа над ним ещё не была закончена, а его соавторы — Роберт Бентон и Дэвид Ньюман — высоко ценили картины французского режиссёра и, в первую очередь, хотели представить сценарий именно Трюффо. 

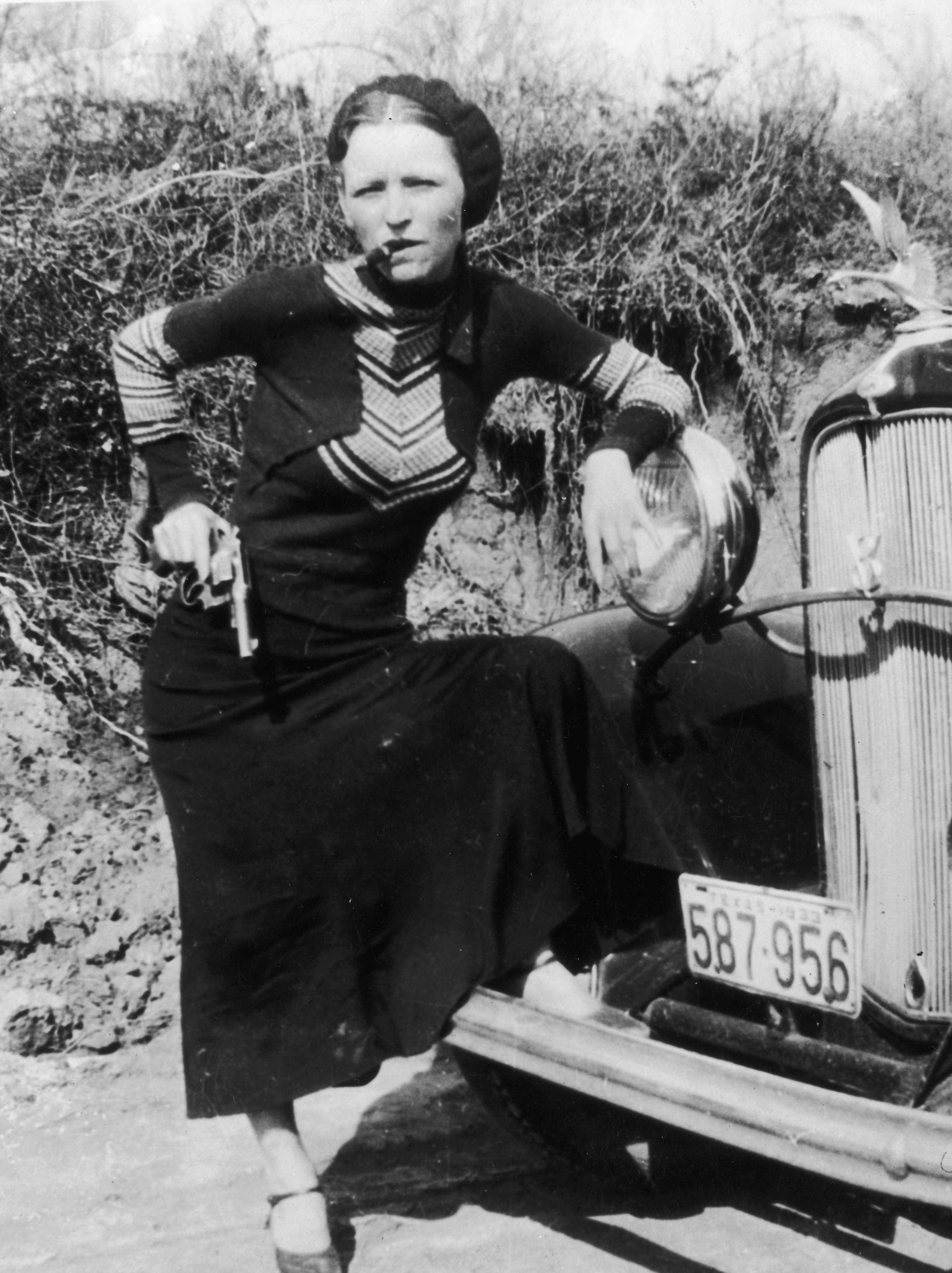
Бонни Паркер. Фотография 1933 года, сыгравшая значительную роль в создании узнаваемости банды

Они были также знакомы с книгой американского историка и писателя Джона Уилларда Толанда, «Дни Диллинджера» (The Dillinger Days), вышедшей в 1963 году. В ней среди прочих персонажей речь шла и о Бонни Паркер и Клайде Бэрроу — легендарных американских грабителях, действовавших во времена Великой депрессии. Они совершали резонансные нападения во главе своей банды на американском Среднем Западе и со временем приобрели общенациональную известность. Для правоохранительных органов США их поимка или ликвидация стали принципиальным делом и, в конце концов, Бэрроу и Паркер попали в засаду. В ходе перестрелки, произошедшей 23 мая 1934 года, они были убиты, что произошло на сельской дороге в Биенвилле, штат Луизиана. Их Ford V8 был расстрелян из засады отрядом, состоящим из техасских рейнджеров и полицейскими из Луизианы. Несмотря на то, что во время Великой депрессии существовало множество известных банд, со временем именно преступная организация Бонни и Клайда получила общенациональную известность и приобрела культовый статус. Исследователи одним из важнейших факторов устойчивой известности и популярности банды называют медийность их лидеров и, в первую очередь, известность постановочных фотографий с их участием. Бентон был наслышан о Бонни и Клайде, так как вырос в Восточном Техасе, где их знали не понаслышке. Он пояснял возникновение своего интереса к знаменитым бандитам следующим образом: «В округе любой знал кого-нибудь, кто встречался с ними лично или пересекался по жизни, а ребятня на Хэллоуин обязательно наряжалась в Бонни и Клайда, потому что они стали народными героями».
В 1958 году на экран уже вышел фильм «История Бонни Паркер» Уильяма Уитни, который успеха не имел, но это не остановило сценаристов нового фильма. Французский киновед Жак Лурсель подчёркивал мрачную атмосферу работы Уитни, её напряжённый характер, а также влияние на более современную версию, в частности это сказалось на характере главной героини: «В этом фильме Бонни предстаёт настоящей бешеной анархисткой, презирающей всех мужчин в своём окружении (мужа и любовников), манипулирующей ими с хитростью, решительностью и отвагой».
Идея «Бонни и Клайда» возникла у Бентона и Ньюмана в 1963 году, когда оба ещё работали в журнале «Эсквайр» и, как и многие, из их окружения были увлечены кинематографом, в частности современным, авторским. Бентон вспоминал по этому поводу: «Куда бы мы ни шли, все говорили исключительно о кино». Среди прочего соавторы были под большим впечатлением от фильма «На последнем дыхании» Жан-Люка Годара, но больше всего им нравился Трюффо. Бентон позже отмечал то впечатление, которое произвело на него творчество французского режиссёра: «В течение двух месяцев я посмотрел „Жюль и Джим“ 12 раз. Само собой, начинаешь обращать внимание на какие-то особенности построения и формы ленты, персонажи».  С учётом этого, по их признанию, они с Ньюменом хотели сделать «французский» фильм и предложили свой сценарий Трюффо. 2 января 1964 года ему был направлен первоначальный вариант, уже озаглавленный как «Бонни и Клайд». Трюффо при посредстве переводчика познакомился с ним, получив благоприятное впечатление и намеревался взяться за этот проект. В конце марта 1964 года он отправился в США, где жил в Нью-Йорке и встречался со сценаристами, обсуждая их работу. На тот момент на создание фильма планировалось выделить 500 000 долларов, что в то время относило его к среднебюджетным голливудским постановкам. Картину намеревались снять летом 1965 года в небольших провинциальных городках в районе Далласа, в которых можно было органично воссоздать период 1930-х годов.
Одной из основных идей сценария было стремление авторов «так или иначе эпатировать, шокировать общество, буржуазию». По их замыслу, персонажи Бонни и Клайда, а также их окружения, должны были получить современный образ, отвечающий эпохе 1960-х годов:
Бонни и Клайд нравились не потому, что грабили банки, грабители-то они были так себе. Людей в них привлекала и делала абсолютно уместными и необходимыми эстетическая революционность. Одновременно этим же и противопоставляя их обществу, делая опасными для него. По нашему мнению, сгубило Бонни и Клайда не то, что они нарушали закон, в конце концов, кому нравятся чёртовы банки, а то, что они сделали татуировку Моссу, члену своей банды. Вот и отец его говорит: «Представить себе не могу, что ты позволил им разрисовать свою кожу грязными картинками». Вот именно в этом-то и были 60-е годы.
Трюффо познакомил со сценарием Годара, которого он также заинтересовал. Последний охарактеризовал его в телеграмме к Трюффо следующим образом: «Влюблён в Бонни, а также в Клайда. Буду рад поговорить с авторами в Нью-Йорке». Однако, несмотря на первоначально благоприятно проходившие переговоры между режиссёром и сценаристами, они не смогли договориться, в частности препятствием выступила несовместимость графика. Некоторые источники сообщают, что Годар не доверял голливудским представителям и в связи с этим отказался. Бентон утверждал, что француз хотел снимать фильм в Нью-Джерси зимой, в январе. Он якобы обиделся, когда продюсер Нора Райт возразила, что его желание было необоснованным, поскольку действие происходило в Техасе, где круглый год был тёплый климат. По словам Элинор Джонс, Годар заявил: «Я говорю о кино, а вы говорите о погоде. До свидания», что подтвердило точку зрения американской стороны, что он не хотел браться за эту работу.
В 1965 году в Париже в разговоре с Уорреном Битти, выразившим желание получить роль в одноимённой экранизации Трюффо романа Рэя Брэдбери, режиссёр заметил, что получил интересный сценарий — «Бонни и Клайд», в котором имеется значительная роль для актёра. Трюффо посоветовал ему обсудить будущий фильм с авторами — Бентоном и Ньюманом. На следующий день актёр возвратился в США, где встретился в Нью-Йорке с Бентоном и познакомился со сценарием. По различным причинам Трюффо медлил с окончательным заключением контракта, несмотря на то, что продюсеры были готовы пойти на большинство его условий (в частности, финансовых, в отношении подбора персонала и главных актёров). В конце концов, после длительных раздумий, он отказался от проекта. Биографы французского режиссёра связывают это с его категорическим отказом снимать в одной из главных ролей Битти, актёрскую игру которого он невысоко ставил и, кроме того, он не нравился ему и как человек.
Ньюмен и Бентон долгое время не могли найти кинематографистов, которые согласились поставить фильм по их сценарию, пока в это дело не вмешался Битти, решившийся приобрести на него права и стать продюсером фильма. В феврале 1966 года он неожиданно для Бентона позвонил ему на квартиру и сказал, что заинтересован поставить по его сценарию фильм и хочет его почитать, для чего «зайдёт» к нему на квартиру. Сценарист решил, что визит Битти может состояться через несколько дней, а может быть и вообще никогда. К его удивлению, уже через двадцать минут после произошедшего разговора Битти явился за сценарием. Забрав его с собой он уже через полчаса перезвонил ещё раз и сообщил, что решился снимать фильм. Бентон, с учётом необычности разработки сюжета по голливудским стандартам (прежде всего это касалось сексуальных отношений Бонни, Клайда и Мосса), посоветовал Битти прочитать сценарий дальше — до сороковой страницы — и только после этого принять решение. Актёр перезвонил ещё через полчаса и заявил: «— Я дочитал. Я понял, что вы имели в виду, но тем не менее хочу делать эту картину».
Битти предложил первоначально за сценарий 7500 долларов, а позднее его компания «Тетайра» выплатила Бентону и Ньюману гонорар в размере 75 000 долларов, предложив его «Уорнер бразерс». Его руководство не вполне доверяло начинающему продюсеру, и выделило на фильм всего 2 500 000 долларов. На студии не ожидали от фильма большого коммерческого успеха и, по условиям контракта, Битти не мог рассчитывать вообще ни на какие деньги до тех пор, пока прокат трижды не «отобьёт» негативные издержки, что оставляло «Уорнер» некоторую надежду на прибыль. 14 марта 1966 года Битти направил кинодраматургам просьбу создать сокращённый вариант сценария, что было продиктовано стремлением показать его ещё раз руководству студий. Дорабатывать сценарий был привлечён Роберт Таун, что вызвало возражения со стороны Бентона и Ньюмана. По воспоминаниям Тауна, его первые авторы считали, что привлечение его к работе ставит их сценарий под угрозу и были против «жизни втроём». Ещё одной проблемой было то, что несмотря на гомосексуальный подтекст образа Клайда, содержащегося в первоначальном сценарии, Битти и Пенн возражали против такой трактовки. Актёр считал, что не сможет органично выглядеть в такой роли, а режиссёр полагал, что гомосексуальные наклонности лидера банды не соответствуют характеру персонажа. В итоге Бентон и Ньюмен пересмотрели свою концепцию в отношении этого героя и сделали его импотентом. С этим согласился и Таун, который прокомментировал действия сценаристов следующим образом:
Никто из нас не считал, что следует избегать табу. Просто мы чувствовали, что нельзя так круто усложнять взаимоотношения героев, которые, несмотря ни на что, продолжают убивать людей и грабить банки. Вы в цейтноте. Да, вы посмотрели «Жюль и Джим», но там весь фильм построен на цепочке связей, переходе от Тинкера к Эверс и к Чане. И нет никакого действия, нет насилия.
Американский журналист и писатель Питер Бискинд расценивал главную заслугу Тауна в том, что он сместил некоторые смысловые акценты и переставил порядок сцен. Так, как отмечал Бискинд, важнейшим стал эпизод, когда воодушевлённые удачными ограблениями гангстеры подбирают и подвозят в своём автомобиле хозяина похоронной конторы. Члены банды веселятся до тех пор, пока не выясняют профессию их пассажира: «Услышанное поумерило их пыл, что усиливалось фразой Бонни — „Вышвырните его отсюда“».
Долго искали режиссёра, и выбор в конце концов пал на Артура Пенна, который в итоге согласился, несмотря на то, что сначала отказался. До этого Битти предлагал место режиссёра Джорджу Стивенсу, Уильяму Уайлеру, Карелу Рейшу, Джону Шлезингеру, Брайану Г. Хаттону и Сидни Поллаку. Битти сомневался сможет ли он справиться с режиссёрской ролью, что осложнялось тем, что он намеревался сыграть одну из главных ролей. Он стал подыскивать режиссёра, с которым он смог бы сработаться и при этом был «толковый и талантливый человек». Сценаристы предложили в качестве постановщика Артура Пенна, чей фильм «Некто Микки» (Mickey One; 1965) им понравился. Кроме того Пенн, по их мнению, мог снять тот «европейско-американский» фильм, который они желали увидеть. Таун позже вспоминал, что несмотря на то, что Битти считал «Некто Микки» малоудачным, он называл Пенна умным и талантливым режиссёром, который в конце концов стал для «Бонни и Клайда» «последней надеждой». После нескольких бесед с режиссёром Битти остановился на его кандидатуре, после чего заявил Ньюману и Бентону: «Не знаю, будет ли Артур после этого работать со мной ещё раз или нет, но собираюсь запереть его в кабинете, и не уйду, пока он не согласится». После приглашения стать режиссёром фильма о знаменитых гангстерах Пенн всё-таки согласился несмотря на то, что первоначально сценарий ему не понравился. Позже объясняя, в чём заключается необычность героев, он указывал, что они «обладают своей манерой поисков самих себя»: «Они ретроспективны». В июле 1966 года сценаристы переехали в Лос-Анджелес продолжать работу над сценарием.

### Подбор актёров

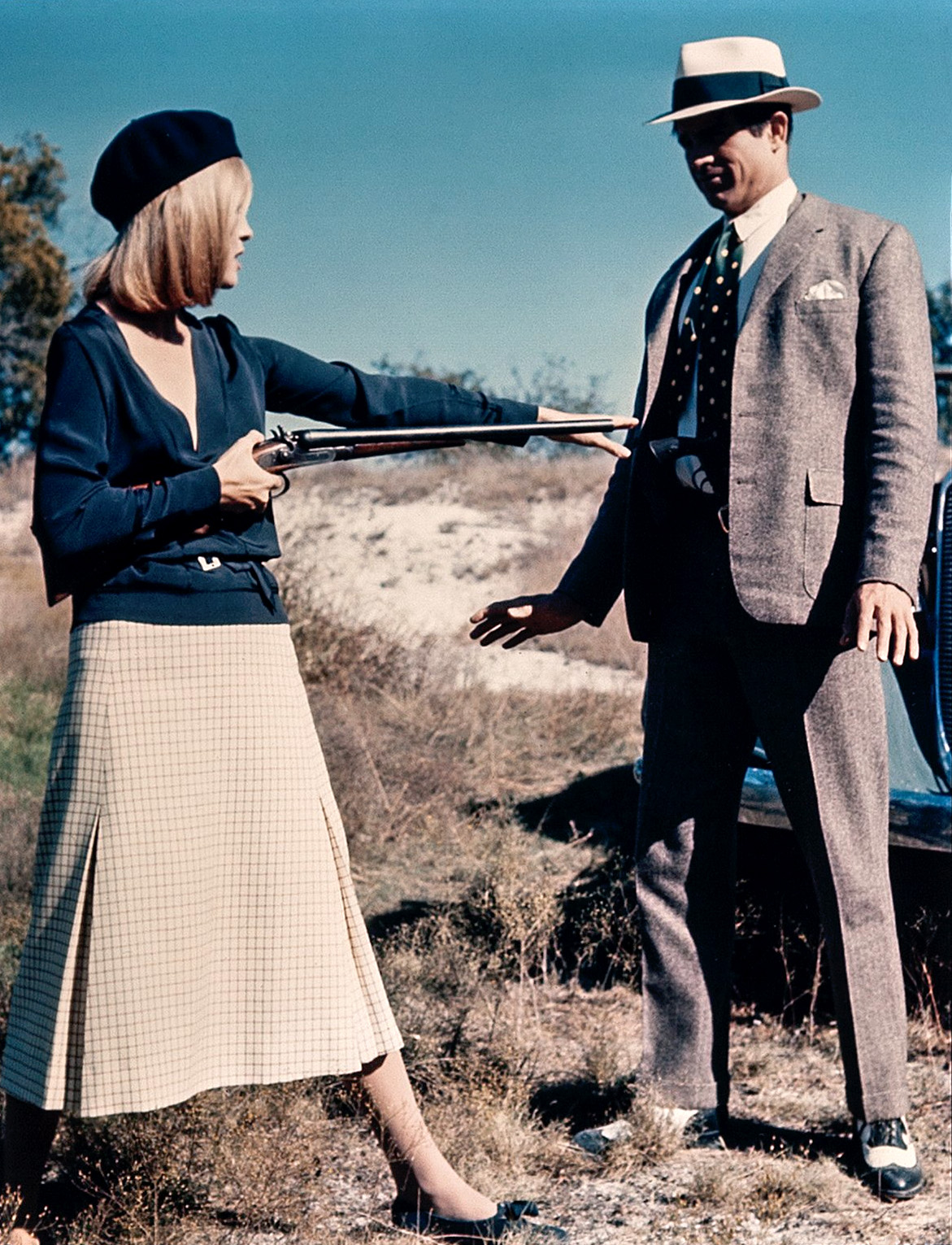
Промофотография Уоррена Битти и Фэй Данауэй в роли главных героев фильма

Битти долго не мог решить, принять участие в фильме сыграв в нём роль Клайда, так как в реальной жизни гангстер был невысоким, а он сомневался в своей кандидатуре и видел в этой роли Боба Дилана. Битти после решения снимать фильм вернулся к себе в Лос-Анджелес, где жил в номере отеля «Беверли Уилшир». После возвращения в Калифорнию его стали мучить сомнения в отношении того, верное ли решение он принял пожелав стать продюсером нестандартной картины. В связи с этим он у многих спрашивал мнение о правильности такого шага. Роберт Таун, в то время друживший с Битти, вспоминал, что с этим вопросом он обращался к окружающим, даже включая операторов. Таун как мог вселял в него уверенность в верности такого решения, убеждая без промедления браться за этот проект. 

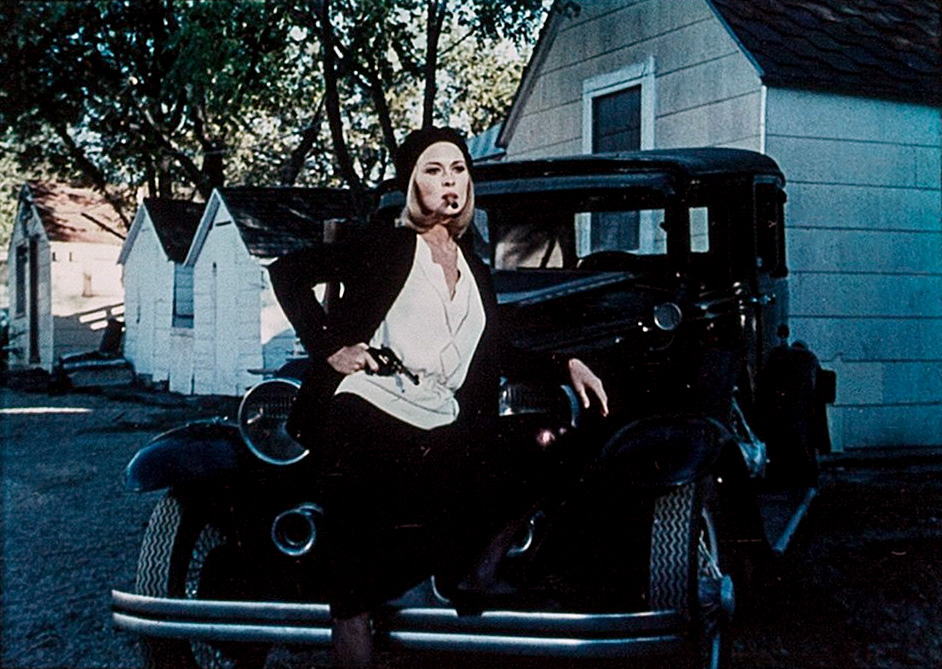
Промо фотография Фэй Данауэй отсылающая к «сигарной фотографии» Бонни Паркер

Кастинг проводился в Нью-Йорке и был основан по принципу подбора актёров, похожих на настоящих реальных, «живых» людей. На роль Бонни Паркер приглашали многих известных актрис (в частности, Джейн Фонда, Натали Вуд и Тьюсди Уэлд), но в конце концов её сыграла Фэй Данауэй. Для того, чтобы соответствовать своей героине, она начала терять по тридцать фунтов веса в неделю, стала носить на запястьях и лодыжках тяжести, чтобы стать худощавой, как реальный прототип её героини, для чего много физически тренировалась. Позже актриса скажет, что она увидела в Бонни девушку с большими возможностями, которым не суждено было раскрыться. Её персонаж сама это понимает и потому «сознательно идёт на саморазрушение». Актёр Джин Уайлдер в своём дебютном фильме исполнил роль Юджина Гриззарда, одного из заложников гангстеров, а роль его девушки Велмы Дэвис сыграла Эванс Эванс, что стало наиболее известной её работой в кино.

### Съёмочный процесс

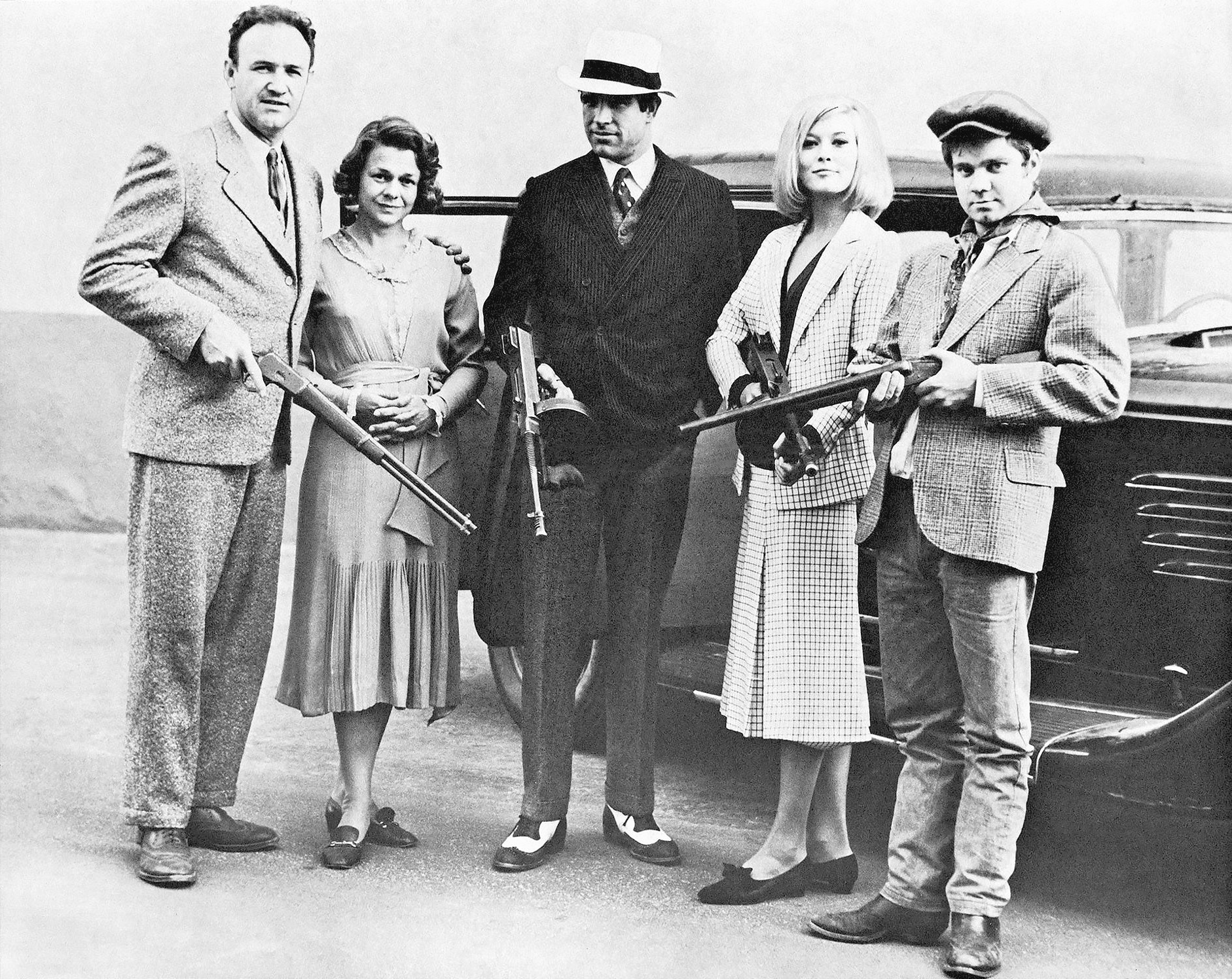
Главный актёрский состав фильма. Слева направо: Джин Хэкмен, Эстель Парсонс, Уоррен Битти, Фэй Данауэй и Майкл Дж. Поллард

Изначально Битти хотел, чтобы фильм был чёрно-белым, но в компании Warner Brothers отклонили эту идею. Большая часть высшего руководства студии вообще была враждебно настроена к этому кинопроекту, особенно её руководитель Джек Л. Уорнер, который считал сюжет нежелательным возвратом к раннему периоду студии, когда гангстерские фильмы были массовым продуктом. Битти понадобилось много усилий, чтобы переубедить руководство кинокомпании взяться и закончить фильм. Натурные съёмки «Бонни и Клайда» проходили в Техасе, что было вызвано стремлением авторов снять более независимый фильм: в отдалении от студийного руководства. На этом особо настаивал Битти, чего в итоге ему удалось добиться с большим трудом. У продюсера и исполнителя главной роли было множество собственных задумок и у него часто возникали споры с режиссёром фильма. Съёмки и монтаж продолжались до июня 1966 года. Некоторые сцены были отсняты в трёх техасских банках, на которые в действительности нападала банда Бонни и Клайда. Фильм Пенна стал одним из первых, где широко использовались пиропатроны — небольшие заряды взрывчатого вещества, часто снабжённые ёмкостями со сценической кровью, которые взрываются внутри одежды актёра, чтобы имитировать попадание пули. Выпущенная в эпоху, когда съёмки фильмов обычно изображались бескровными и безболезненными, сцена смерти Бонни и Клайда была одной из первых в американском кинематографическом мейнстриме, где был представлен визуальный реализм, граничивший с жестокостью. Авторы фильма сошлись на мнении, что «сцены насилия должны шокировать, а пули ранить не только героев, но и зрителей». По поводу концовки, где показано убийство Бонни и Клайда, Пенн высказался таким образом: «Обычно сцену выстрела и поражения человека пулей в одном кадре не показывали. Мы решили не повторять то, что студии делают на протяжении многих лет, заявив: „Стрелять будем вам в лицо“». Пенну принадлежит авторство художественного воплощения финала, который был решён в подчёркнуто гротесковой манере, когда убитый Бонни и Клайд «кувыркаются как марионетки». Согласно его объяснению такой визуальный ход был направлен на преодоление слабой сценарной кульминации. «Я стремился увести экранное воплощение от довольно убогой литературной основы, придав ему в динамике нечто балетное. В общем, была нужна эффектная концовка», — говорил Битти.

## Выход на экраны
Когда Джек Уорнер просмотрел черновой монтаж фильма тот ему сильно не понравился и он выступил против выхода его на экраны. Премьера фильма состоялась на международном кинофестивале в Монреале 4 августа 1967 года, проходившем в рамках выставки «Экспо-67», где картину ждал зрительский успех — актёров четырнадцать раз вызывали на сцену, а зрители приветствовали их стоя. Через десять дней прошла прокатная премьера, состоявшаяся в Нью-Йорке. 13 сентября картина начала демонстрироваться в техасском Дентоне, а на следующий день на Юге и Юго-западе США. Слоганом рекламной кампании был выбраны следующие слова: «Они молоды. Они любят друг друга! И они убивают людей! Самый волнующий гангстерский фильм!». Для крайне успешных лондонских показов, стартовавших в середине сентября, был подготовлен такой рекламный текст:
Клайд был вожаком. Бонни писала стихи. К. В. был поклонником таланта Мирны Лой и вытатуировал на груди синюю птицу. Бак рассказывал солёные анекдоты и таскал с собой «кодак». Бланш была дочерью священника и затыкала уши во время перестрелок. Они играли в дурачка и беспрестанно фотографировали друг друга. По воскресным вечерам они слушали пластинку Эдди Кантора. Всего они убили 18 человек. Это была самая странная обречённая банда, о которой вы когда-либо слышали.
Первоначально фильм вышел в ограниченный прокат в США, так как руководство Warner Brothers не было уверено в его коммерческих перспективах. Однако под влиянием положительной критики и под нажимом Битти «Бонни и Клайд» был всё-таки выпущен в широкий прокат став крупным кассовым успехом компании. Фактически это означало выход в повторный прокат, который стартовал одновременно в 25 кинотеатрах, а с 21 февраля 1968 года уже в 340 кинотеатрах, что сразу сказалось на сборах. Так, если за 1967 год доход составил 2 500 000 долларов, то в 1968 году 16 500 000 долларов, что позволило «Бонни и Клайду» попасть в список двадцати самых кассовых на тот момент фильмов.

## Критика

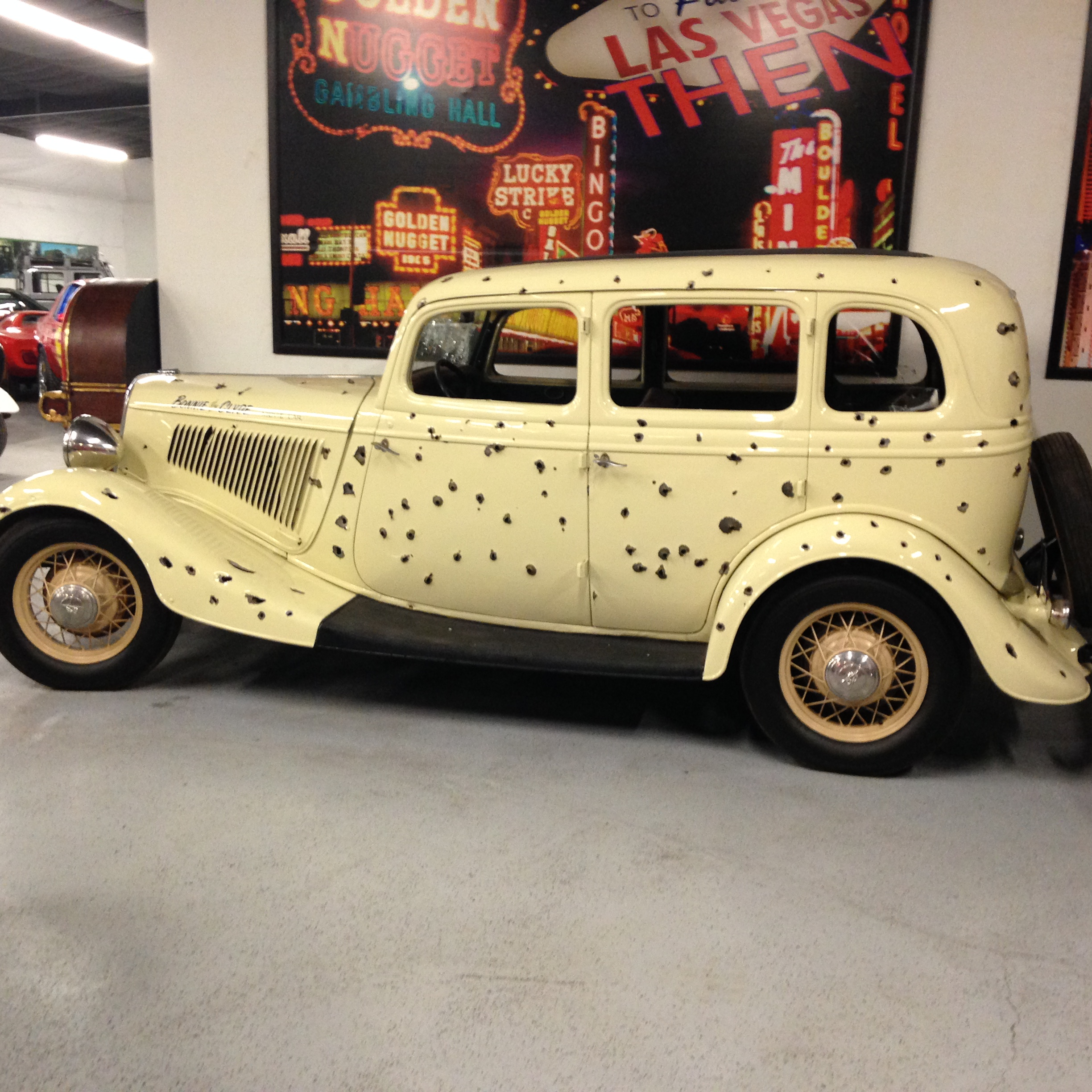
Реплика автомобиля Ford F8 использованного для съёмок картины

Босли Краузер, критик «старой школы», посмотрев фильм ещё в Монреале, в «Нью-Йорк таймс» поместил крайне негативную рецензию, назвав фильм «дешёвым беспардонным фарсом, где отвратительные бандитские налёты парочки подлых недоумков преподносятся как весёлые проделки шутов эры джаза из «Вполне современной Милли». Однако на этом он не прекратил свою критику и продолжил разнос фильма в двух последующих воскресных выпусках газеты. В других изданиях, например в таких влиятельных, как «Тайм» и «Ньюсуик», рецензии оказались не менее жёсткими. Так, в «Ньюсуике» Джо Моргенштерн назвал фильм «убогой стрелялкой». Актриса Ширли Маклейн, старшая сестра Битти, первоначально также негативно восприняла этот фильм, не оценив его художественных достоинств и вызывающей эстетики. Однако позже она изменила своё мнение, о чем писала в автобиографии: «Во многом мы похожи с моим братом, мы с ним воплощение „антиистеблишмента“, духа бунтарства, отрицания господствующих в обществе устоев. Когда я первый раз посмотрела Уоррена в фильме „Бонни и Клайд“, он мне активно не понравился, он даже оскорбил меня. А потом я поняла, что свой протест, свою муку и враждебность Уоррен выразил в образе героя». Артур Пенн объяснял концепцию фильма следующим образом: «В „Бонни и Клайде“ человек познаёт экономическое, социальное и моральное унижение, которое заставляет его испытывать общество. Что делают Бонни и Клайд? Они объявляют войну этому положению вещей, чтобы найти себя. Это народный фронт индивидуального освобождения».

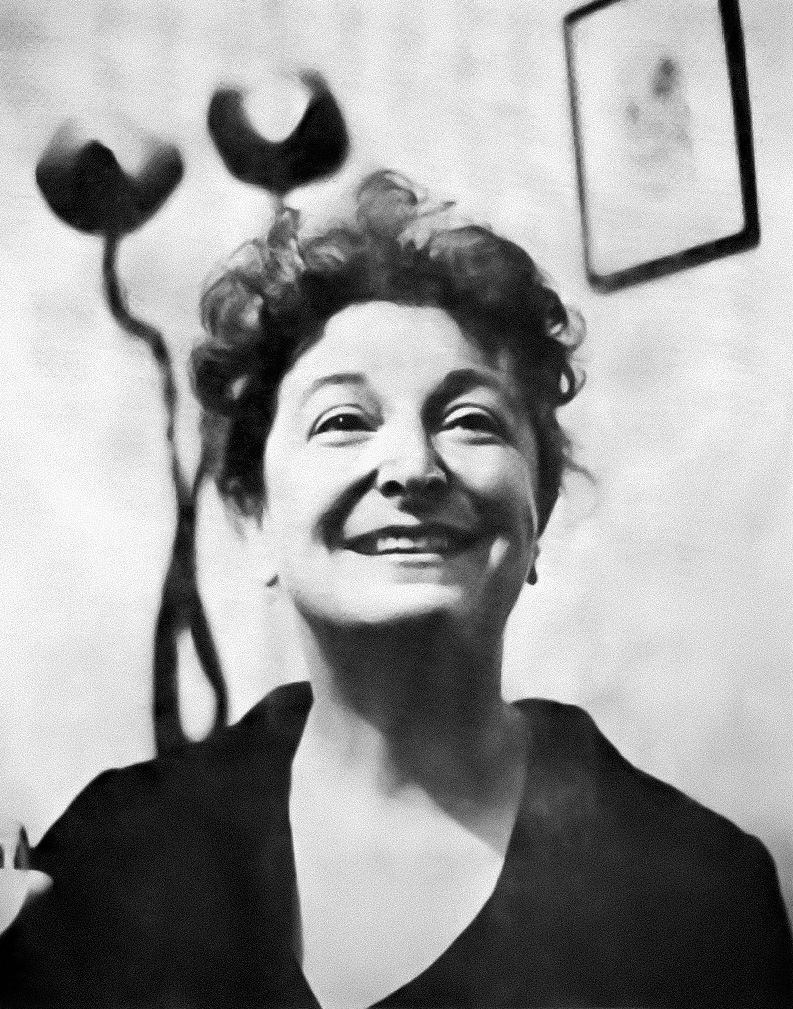
Критик Полин Кейл, сыгравшая важную роль в признании фильма

Важную роль в кампании по «реабилитации» фильма сыграла американский критик и журналистка Полин Кэйл, которая в своей работе полагалась более на эмоциональный аспект восприятия фильма, чем интеллектуальный. Журнал The New Republic, где она на тот момент работала, печатать её отзыв посвящённый «Бонни и Клайду» отказался. Уильям Шон, редактор The New Yorker с 1952 по 1987 год, ознакомился со статьёй и 21 октября 1967 года опубликовал её отзыв, который противоречил общепринятому мнению её коллег. В рецензии говорилось: «Бонни и Клайд» — самый американский из всех американских фильмов после„ Маньчжурского кандидата“, а наша публика давно созрела для того, чтобы воспринять эту картину». На фоне недоразумений на своём постоянном месте работы Кейл его покинула, а в 1968 году, через несколько месяцев после публикации статьи, Шон поспособствовал принятию её в свой журнал, где ей была предоставлена постоянная колонка, которую она вела четверть столетия. По распространённому мнению именно она убедила Моргенштерна пересмотреть свой взгляд на картину и пересмотреть её ещё раз. В связи с этим неделю спустя тот откликнулся на неё новой рецензией, совершив таким образом своеобразное публичное «покаяние». Роль Кейл в популяризации фильма подчёркивали как критики, так и его авторы. Так, по словам сценариста фильма Тауна: «Без неё „Бонни и Клайд“ издох бы, как бездомная собака». Ньюмен позже также с благодарностью вспоминал роль Кейл в более благоприятном, позитивном взгляде на «Бонни и Клайда»:
Рецензия Полин Кейл — лучшее, что было в жизни и у Бентона, и у меня. Благодаря ей мы стали знамениты. Ведь это был в общепринятом понимании гангстерский фильм, жанр отнюдь не высокочтимый, а она сказала людям: «Отнеситесь к фильму серьёзно. Искусство — это не обязательно „чёрно-белый“ Антониони, где двое отчуждённо бредут по берегу.
Критика отмечала незаурядные визуальные достоинства фильма, и, в частности, операторскую работу Бёрнетта Гаффи: «В этой работе Гаффи удалось разрушить традиционный студийный подход к съёмке, создав стиль свободной операторской работы в лучших традициях французской новой волны. Для передачи ощущения безотрадности происходящего Гаффи добился использования мягких цветов с акцентом на выцветшие тона, а «свет в картине нёс не только ощущение времени, но и тонкую иронию». Французский критик Мишель Симан особо выделил воссоздание духа эпохи: «Пенн передаёт обстановку времени, когда безудержное веселье шло бок о бок с гнусными делами». Киновед, историк кино Клод Бейли отмечал, что на фильм повлияла не только работы представителей французской новой волны. Например, «На последнем дыхании» (1960) Годара, но и другие явления, картины мирового кинематографа. К числу таких влияний он отнёс драму «Жизнь даётся один раз» (1937) Фрица Ланга. В кинокритике неоднократно отмечалось, что эта работа немецкого классика предвосхитила появление жанра фильм нуар, но также положила начало субжанру, получившему известность как «влюблённые в бегах». К нему помимо «Бонни и Клайда» относятся такие значимые картины, как «Они живут по ночам» (1948) Николаса Рэя, «Без ума от оружия» (1950) Джозефа Льюиса, «Безумный Пьеро» (1965) Годара, «Опустошённые земли», «Прирождённые убийцы» (1994) Оливера Стоуна. Кинокритик Дейв Кер отмечал коренное отличие между фильмами Ланга и Пенна. Несмотря на общую главную сюжетную линию (в «Жизнь даётся один раз» речь идёт о паре (Генри Фонда и Сильвия Сидни), объявленной вне закона, подавшейся в бега и расстрелянной полицией), они заметно разнятся своим подходом. Кера объясняет это следующим образом: «Но Ланг тяготеет к моральной и духовной тематике, в то время как Пенн — к социальной. Фильм Ланга соответственно в большей степени смотрится как созданный вне времени, несмотря на актуальную злободневность самой истории». Бейли подчёркивал в этом отношении интерес Пенна к героям неудачникам, «проигравшим», к которым тот обращался в таких своих работах как «Оружие для левши» (1957), «Ресторан Алисы» (1969). Он также выделял профессионализм режиссёра в финальной сцене убийства, которой впоследствии неоднократно подражали: «Только мастерство Артура Пенна могло справиться с таким изысканным показом насилия». Йенс Смит писал, что «Бонни и Клайд», ставший основанием Нового Голливуда не мог полностью разрушить классический американский кинематограф, но он стал олицетворением «нового стиля, подорвавшего традиционные правила кинопроизводства, а также кодекс Хейса, много лет регулировавший секс и насилие в кино». Использование рапидной съёмки в эмоциональной финальной сцене, по мнению Смита, схоже с жестокой перестрелкой в «Дикой банде» Сэма Пекинпа.
Российский киновед Сергей Кудрявцев назвал «Бонни и Клайд» одной из самых известных американских картин 1960-х годов, положившей целое направление в кинематографе США и оказавшей значительное влияние и в других странах. Он отмечал прекрасные актёрские работы, некоторые из которых заслуживали быть награждёнными премией «Оскар», а также великолепные операторские съёмки Гаффи.

## В культуре
Фильм способствовал возникновению и утверждению так называемой «контркультуры», а творчество режиссёра связывают с расцветом и закатом этого явления в США. Критика неоднократно отмечала актуальность для молодёжи, в частности для хиппи, образов героев фильма, которые оказались созвучны настроениям 1960-х годов. В первую очередь это касается их бунтарства, вызова обществу, что способствовало созданию их особого восприятия в молодёжной среде, ставшего фактически «мифом»:
Пенн творит свой миф от противного: он не героизирует и тем более не демонизирует Бонни и Клайда, он возвращает зрителя к исходной точке, к тому моменту, когда Бонни Паркер и Клайд Бэрроу были не мифом, а реальными людьми, которые в силу сложившихся обстоятельств стали грабителями. Сила героев Пенна не в их сверхспособностях, а в их обычности, поэтому всё, что в 1930-е годы прессой и бульварной литературой преподносилось как абсолютное зло, в фильме Пенна если и не оправдывается, то совершенно точно вызывает сочувствие.
Телесериал Лесник. Одна из серий называется  Бонни и Клайд
Во всём мире начали подражать героине Данауэй: появилось целое направление моды «а-ля Бонни Паркер», что популяризовало ретро-тенденции 1930-х годов. По словам историка моды Шарлотты Зелинг, костюмы актрисы от Нино Черутти произвели в 1960-е годы настоящий фурор: «Её берет и короткие пуловеры, а более всего — манера пожёвывать сигару и небрежно играть пистолетом произвели огромное впечатление на молодую публику, бунтующую, но вместе с тем жаждущую романтики».
Под влиянием фильма были созданы несколько музыкальных композиций, в том числе названных, как и он — «Бонни и Клайд». Так, в русском роке такие песни создали группа «Сплин» (альбом «Фонарь под глазом», 1997), группа «Ночные снайперы» (альбом «Бонни & Клайд», 2007), Александр Аксёнов (сценический псевдоним «Рикошет») (трибьют-альбом «Выход Дракона», 2009). К этой теме на основе «мифа» созданного Артуром Пенном обращались и другие авторы (песня группы «Король и Шут» «Двое против всех» из альбома «Тень Клоуна» (2008) и песня группы «Коrsика» «На первой полосе» из одноимённого сингла (2010)). По наблюдению филолога Ольги Никитиной, российские рок-исполнители в своих произведениях запечатлели американских преступников в определённый момент их жизни:
Кроме того, в текстах всех пяти песен достаточно маркеров, указывающих на романтизированную Пенном версию мифа о знаменитых грабителях. То есть миф о Бонни и Клайде — это ещё и прецедентный текст. При этом ни одну из песен, репродуцирующих пенновский миф, нельзя назвать простым переводом на музыкально-поэтический язык киноистории о легендарной паре. В песнях русского рока Бонни и Клайд всегда предстают в момент смерти, незадолго до него или уже после. Каждая из песен — это либо не состоявшийся в фильме диалог между влюблёнными, либо обращённый к Бонни монолог Клайда.
Фильм оказал значительное влияние и на кинематограф. Это проявилось как в подражании художественным особенностям «Бонни и Клайда», так и в полемике кинематографическими средствами с поднятыми вопросами, прежде всего это касается проблемы насилия. Сергей Кудрявцев отнёс к фильмам, которые попытались пересмотреть взгляд на жестокость на экране следующие ленты: «Бутч Кэссиди и Санденс Кид» (1969) Джорджа Роя Хилла, «Опустошённые земли» (1973) Терренса Малика, «Воры как мы» (1974) Роберта Олтмена.

## Награды и признание
Когда мне было 15 лет, все вокруг с ума сходили от кровавой развязки в «Бонни и Клайде», так что я попросил отца сводить меня в кино — хотел посмотреть на это своими глазами. Когда герой Джина Хэкмена погиб, меня это потрясло невероятно. Я стал одержим кино. Помню, чуть позже я купил журнал «Филм Коммент» с Бонни и Клайдом на обложке, но не понял ничего из того, что там было написано. Тогда я просто решил снимать своё кино.
Картина является одной из важнейших в возникновении и становлении так называемого Нового Голливуда («американская новая волна» / англ. American New Wave). В американском киноведении в отношении этого фильма и направления в целом также применяется термин «Голливудский ренессанс» (The Hollywood Renaissance). Он впервые появился в журнале Time от 8 декабря 1967 года в статье Стефана Канфера (Stefan Kanfer) именно о фильме «Бонни и Клайд». В рецензии «Новое кино: жестокость, секс, искусство» (The New Cinema: Violence… Sex… Art…) отмечалось, что фильм является своеобразным водоразделом в истории американского кино. Критик назвал его «этапной картиной» и «лучшим фильмом года», причислив к таким шедеврам, как «Рождение нации» (1915) Дэвида Уорка Гриффита и «Гражданин Кейн» (1941) Орсона Уэллса. Особенно он выделял знаменитый финал, в котором из засады были расстреляны лидеры банды: ни много ни мало он нашёл соответствия с древнегреческой трагедией. Исследователь эры Нового Голливуда Питер Бискинд также считал ленту Артура Пенна одной из важнейших в возникновении и становлении этого направления американского кино: «Первые „толчки“ под системой кинематографа вызвали две картины 1967 года — „Бонни и Клайд“ и „Выпускник“». Именно вслед за этими работами появились следующие знаковые фильмы: 1968 год — «Космическая одиссея 2001 года» Стэнли Кубрика и «Ребёнок Розмари» Романа Поланского, 1969 год — «Дикая банда» Сэма Пекинпа, «Полуночный ковбой» Джона Шлезингера и «Беспечный ездок» Денниса Хоппера, 1970 год — «Военно-полевой госпиталь» Роберта Олтмена и «Пять лёгких пьес» Боба Рейфелсона, «Французский связной» Уильяма Фридкина, 1971 год — «Познание плоти» Майка Николса, «Последний киносеанс» Питера Богдановича и «Мак-Кейб и миссис Миллер» Роберта Олтмена, 1972 год — «Крёстный отец» Фрэнсиса Форда Копполы. По оценке Бискинда:
Так само собой возникло движение, которое в прессе сразу окрестили «Новый» Голливуд». Возглавили его режиссёры нового поколения. Если вообще можно говорить о «десятилетии режиссёров», то пришлось оно именно на эти годы. Кинорежиссёры получили невиданные прежде влияние, престиж и благосостояние. <…> Режиссёры «нового» Голливуда не стеснялись (иногда вполне заслуженно) примерять на себя мантию художника и не видели ничего дурного в том, чтобы вырабатывать свой, отличный от других творческий почерк.
«Бонни и Клайд» критика в конце концов признала «вершиной в долгой и почтенной традиции гангстерского фильма». Большой финансовый успех фильма продемонстрировал богатые возможности кинематографа, ориентированного на молодёжную аудиторию, сделав его привлекательным и для руководства крупных студий. Успех картины способствовал тому, что другие кинематографисты стали более смелыми в показе сцен секса и насилия в своих фильмах. Финал фильма Пенна был признан знаковым в качестве одной «из самых кровавых сцен смерти в кинематографической истории».
40-я церемония вручения премии Американской киноакадемии «Оскар» (1968):
Награды:
- Лучшая женская роль второго плана (Эстель Парсонс);
- Лучшая операторская работа (Бёрнетт Гаффи).

Номинации:
- Лучший фильм (Уоррен Битти);
- Лучшая женская роль (Фэй Данауэй);
- Лучшая мужская роль (Уоррен Битти);
- Лучшая мужская роль второго плана (Джин Хэкмен и Майкл Дж. Поллард);
- Лучший режиссёр (Артур Пенн);
- Лучший оригинальный сценарий;
- Лучший дизайн костюмов.